# 찰스 에드워즈

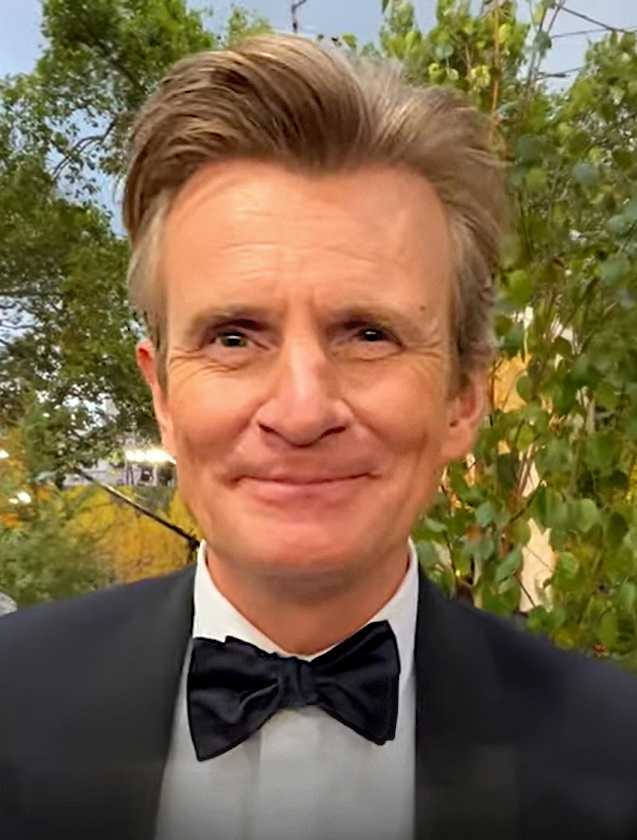

찰스 에드워즈(Charles Edwards, 1969년 10월 1일~)는 영국의 연극 배우, 영화배우, 텔레비전 배우이다.
헤슬미어에서 태어났다.

## 방송
- 더 크라운 시즌3
- 아서 앤 조지
- 다운튼 애비 시즌5
- 다운튼 애비 시즌4
- 다운튼 애비 시즌3